# Gerhard von Melle

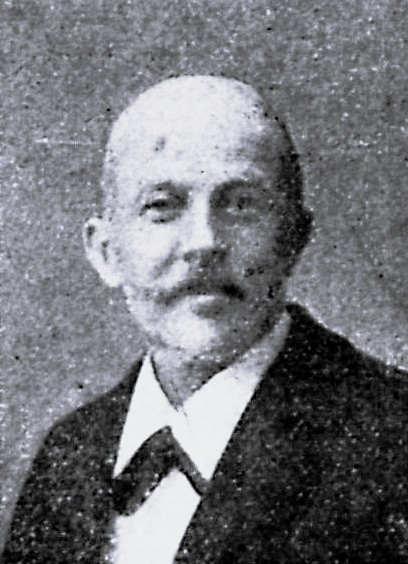
Gerhard v. Melle

Johann Georg Gerhard von Melle (* 2. Juli 1854 in Lübeck; † 27. September 1921 ebenda) war ein lübeckischer Kaufmann und Mäzen, sowie Inhaber der Weingroßhandlung „H. F. von Melle“.

## Leben

### Herkunft

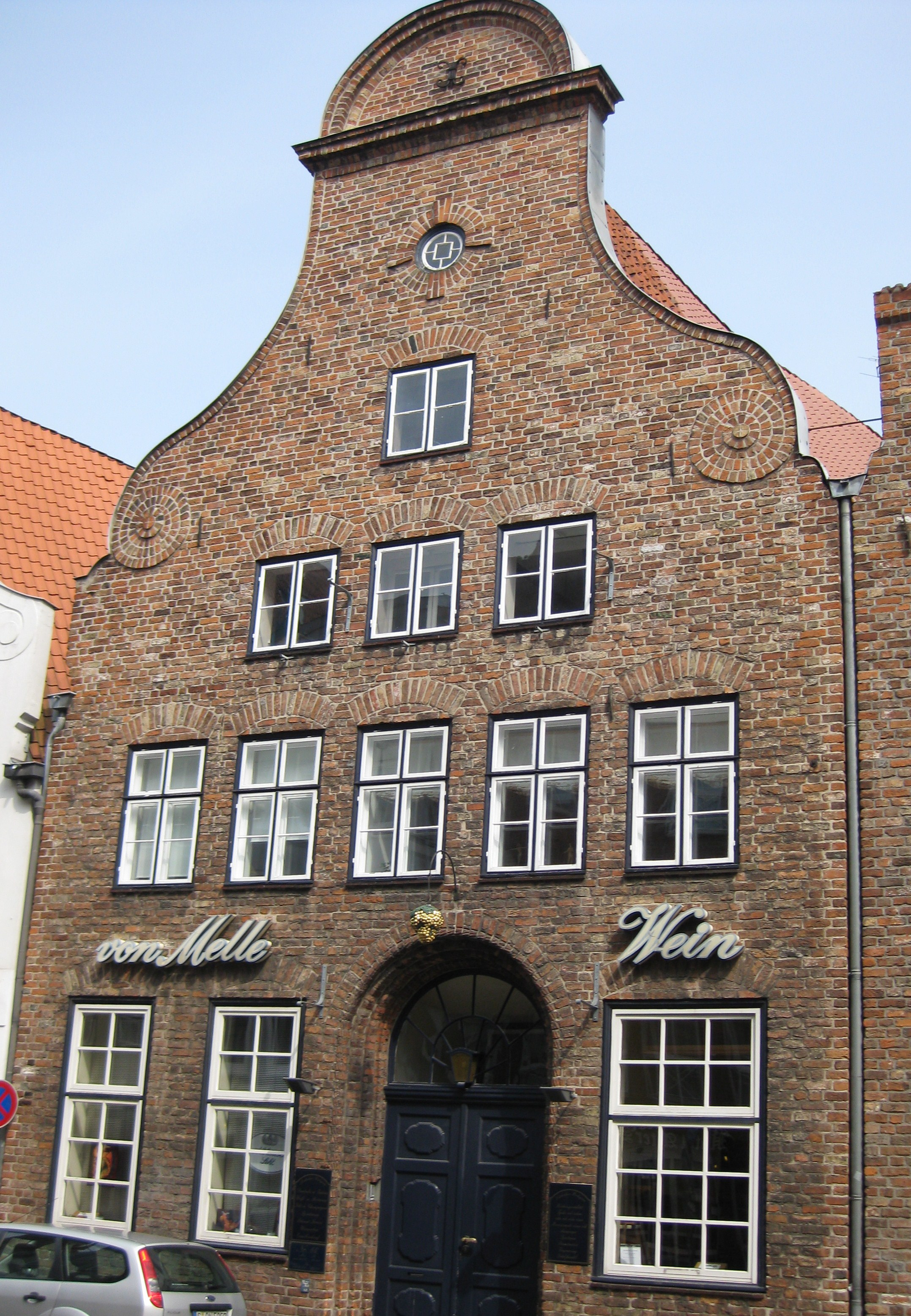
Weinhaus

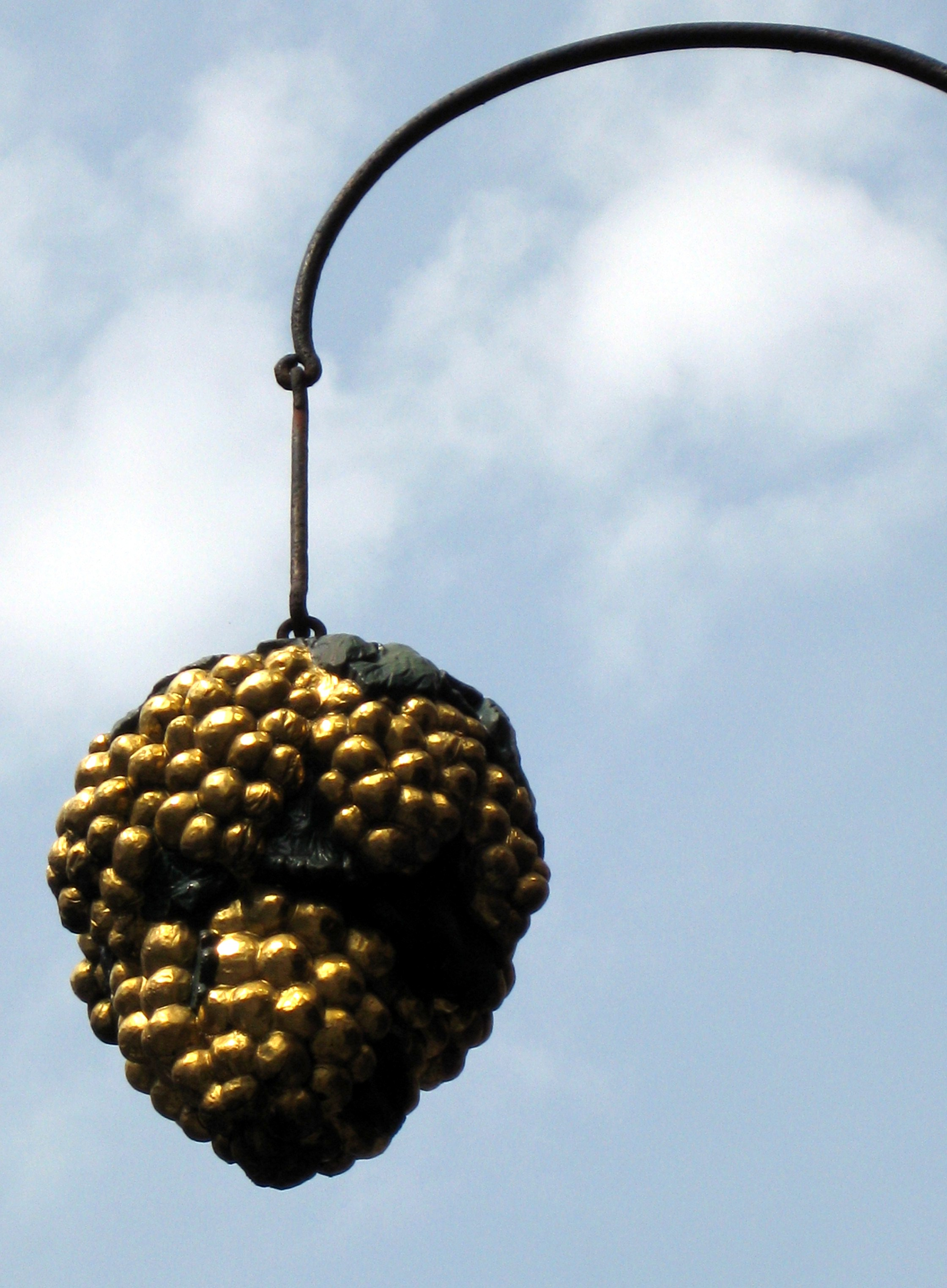
Nasenschild

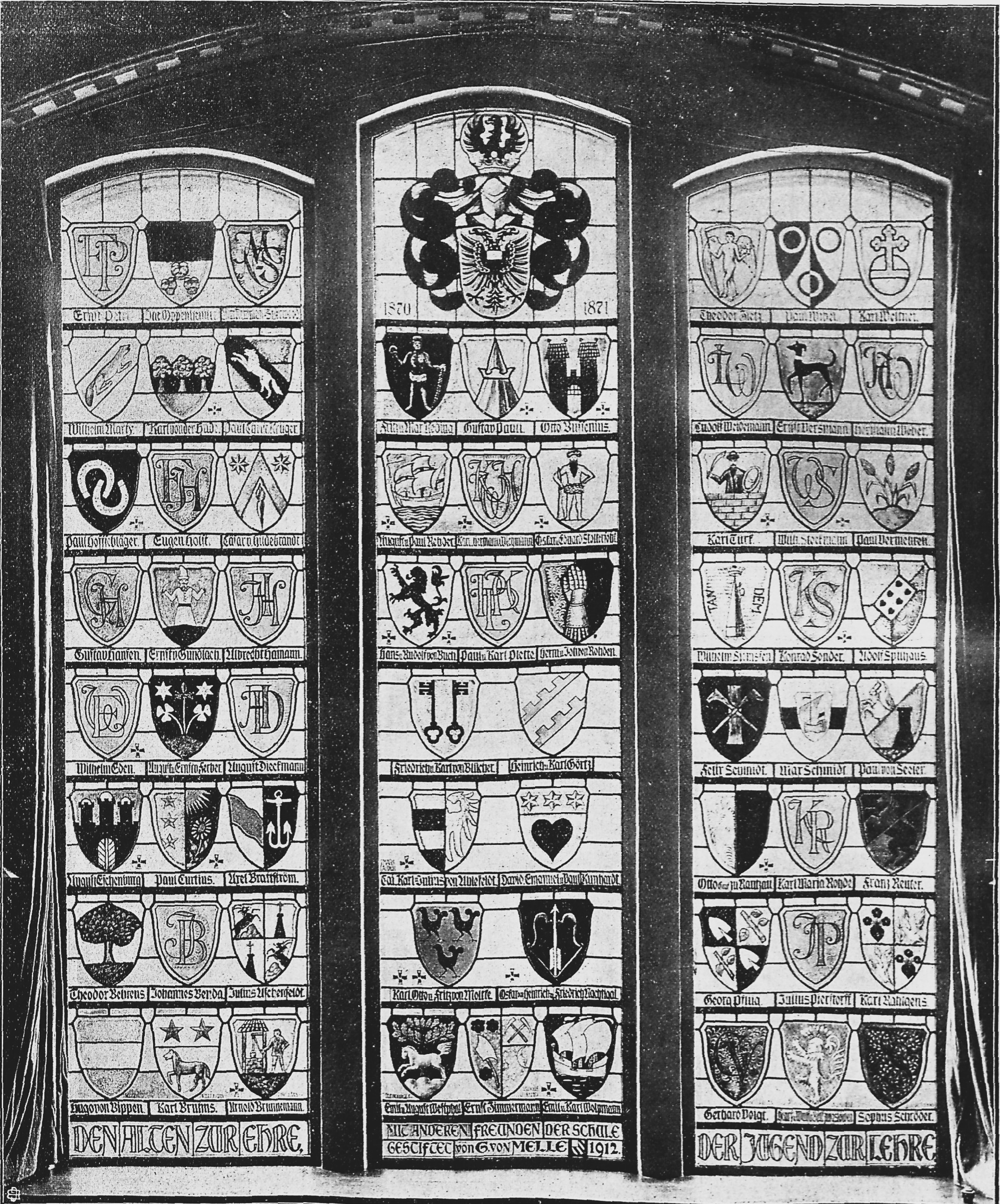
Wappenfenster

Von Melle entstammte einem alten Lübeckischen Geschlecht.
Werner von Melle lebte bereits 1392 in der Hansestadt. Die von Melles stammten aus Westfalen, vermutlich aus Melle, und sollten in der Stadt eine Reihe bedeutender Männer stellen.
Der wohl bekannteste unter ihnen dürfte wohl Jacob von Melle gewesen sein. Um die Wende des 17. und 18. Jahrhunderts wirkte dieser als Hauptpastor und Senior an St. Marien. Im Jahre 1713 erschien von ihm das Buch „Gründliche Nachricht von der Kayserl. Freyen und h. r. Reichsstadt Lübeck“. Dies sollte ein Standardwerk der lübeckischen Geschichte und Topographie werden.
Einer seiner Enkel wurde der älteste Pastor an St. Lorenz und Großvater des Senatoren Emil Possehl.
Durch die Lübeckische Verfassungsreform von 1848 wurde der Zunftzwang aufgehoben.
Der der daraus resultierende wirtschaftliche Optimismus zeigte sich in vielen Firmenneugründungen. Hermann Friedrich von Melle, Sohn des St. Lorenz-Pastors, „etablierte“ sich am 15. April 1853 in der Beckergrube mit der Gründung der Firma „H. F. von Melle“ als Weingroßhändler.
Neben der Lübeckischen muss jedoch auch die Hamburger Linie erwähnt werden. Deren bekannteste Persönlichkeit, Werner von Melle, wurde Hamburger Bürgermeister und gründete die Hamburgische Universität.

### Laufbahn
Melle besuchte zuerst die Großheimsche Schule und dann das Katharineum. Mit dieser Schule sollte er zeitlebens eng verbunden bleiben. Als sichtbares Zeichen dieser Verbundenheit widmete er ihr ein großes farbiges mit den Wappen oder Initialen aller im Kriege von 1870 aktiven Katharineer ausgestattetes Fenster.
Da ihn, was Melle später stets bedauert hat, sein Vater nicht studieren ließ, erhielt er eine kaufmännische Lehre. Wie andere junge Kaufleute nahm er nach dem Ende seiner Ausbildung einen längeren Aufenthalt im Ausland. In Libau erweiterte er seinen Blick und lernte fremde Verhältnisse kennen. Als sein Vater 1878 plötzlich verstarb, wurde er in die väterliche Weingroßhandlung abberufen. Wie bereits seine Ahnherren wirkte er aber auch bei allen gemeinnützigen und öffentlichen Angelegenheiten, wo seine Mitwirkung von ihm erfordert wurde, mit.
Von seinem Großvater hatte Melle das Interesse an geschichtlichen und hierbei namentlich vaterstädtischen Angelegenheiten geerbt. Hierbei verfolgte er die Tagesfragen und deren Fortentwicklung und gehörte dem Hansischen Geschichtsverein an. Seit 1891 war er zudem Mitglied des Vereins für Lübeckische Geschichte.
An Stelle des nach acht Jahren aus seinem Amt scheidenden Kaufmann A. Fr. Böse erwählte der Senat am 30. Dezember 1891 Melle zu dessen Nachfolger als Bürgerlichen Deputierten und Bezirkspfleger bei der Armenanstalt. Bereits am 25. November 1891 war er in die Verwaltung der Anstalt gewählt worden.
1905 erwählte der Senat an Stelle des ausscheidenden Georg Eduard Tegtmeyer Melle zum Bürgerlichen Deputierten bei der Irrenanstalt.
F.A. Bernstein, Bürgerlicher Deputierter in der Behörde für Wohnungspflege, verstarb 1906. Als dessen Nachfolger wurde Melle erwählt.
Als Nachfolger für den 1907 aus dem Amte in der Zentral-Armendeputation scheidenden J. A. Hahn wurde Melle gewählt.
Außer den genannten gehörte Melle den Verwaltungen des Siechenhauses, sowie der mehrerer Testamente und Stiftungen an.
Auch als Mitglied des Vorstandes der Domgemeinde hatte Melle sich mehrfach betätigt. Als sichtbares Zeichen seiner Zugehörigkeit zu ihr wurde durch die Stiftung eines silbernen Taufbeckens betont.

### Familie
Melle hatte sich mit Luise, einer geborenen Biker, verheiratet.
Nach seinem Tode wurde seit 1921 mit Joachim und Werner die dritte von-Melle-Generation die Weinhandlung. Sie führten die Firma durch die oft bewegten Zeiten. Das altlübeckische Giebelhaus der Firma in der Beckergrube stellt heute ein Sinnbild für die traditionstreuen Prinzipien des Unternehmens dar.